# الیز بائومن
الیز بائومن (به انگلیسی: Elise Bauman) (زاده ۲۳ اکتبر ۱۹۹۰) بازیگر کانادایی است.